# 완바이린구

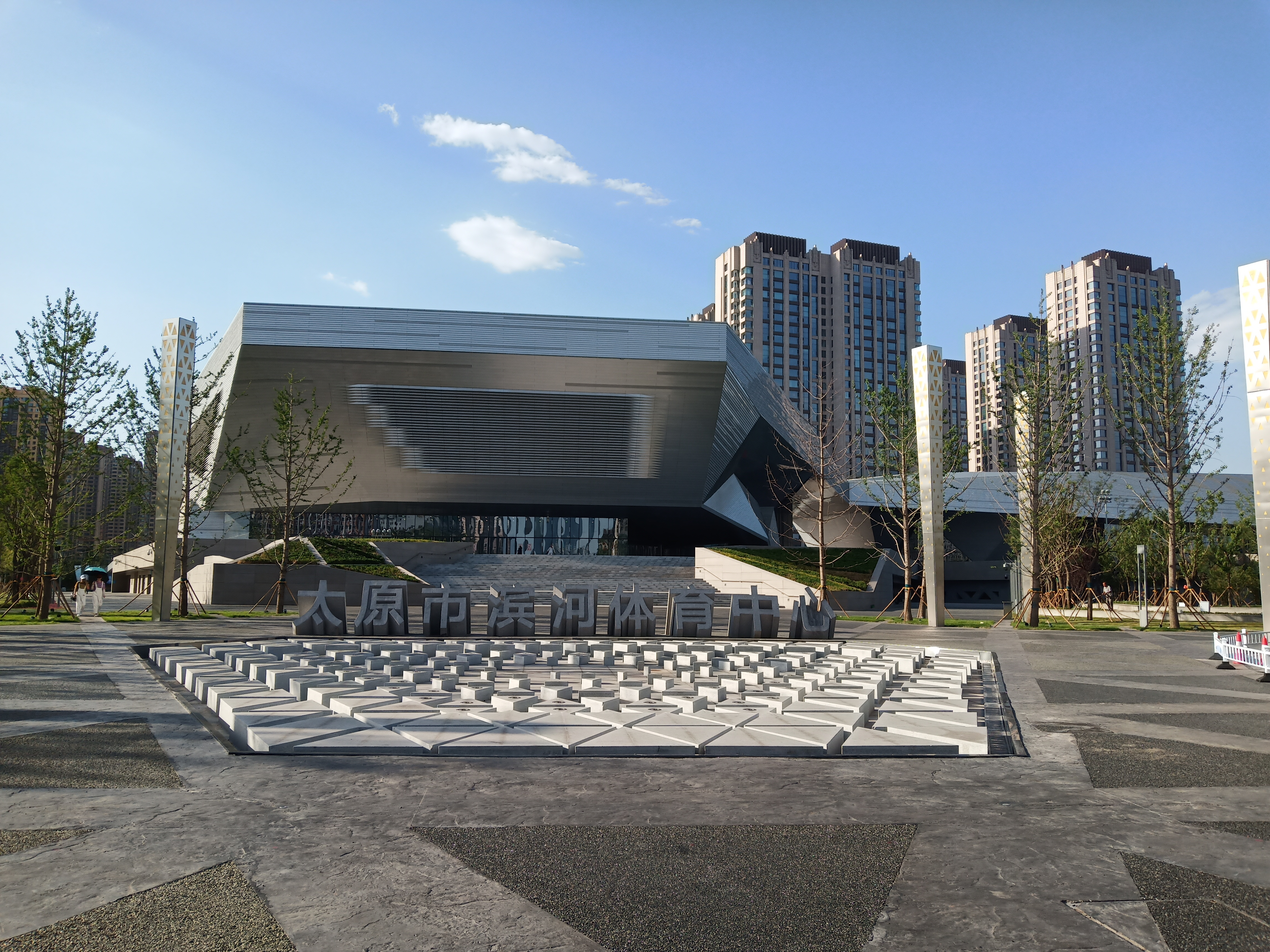

완바이린구(한국어: 만백림구, 중국어: 万柏林区, 병음: Wànbǎilín Qū)는 중화인민공화국 산시성 타이위안시의 행정구역이다. 넓이는 305km2이고, 인구는 2007년 기준으로 550,000명이다.

## 행정 구역
13개 가도, 3개 향을 관할한다.
- 가도: 千峰街道, 下元街道, 和平街道, 兴华街道, 万柏林街道, 杜儿坪街道, 白家庄街道, 南寒街道, 开城里街道, 官地街道, 大虎沟街道, 东社街道, 化客头街道
- 향: 小井峪乡, 西铭乡, 王封乡